# Cal Quirze (Moià)
Cal Quirze era una obra eclèctica de Moià inclosa a l'Inventari del Patrimoni Arquitectònic de Catalunya que fou enderrocada.

## Descripció
Casa cantonera amb el carrer de Sant Antoni i el carrer del Palau. Era un casal de tres pisos que acabava en terrat. Als baixos l'arrebossat imitaven carreus. La planta baixa era d'alçada desigual per tal de salvar el desnivell dels carrers. Al pis central, un gran balcó correder envoltava les tres façanes de l'edifici, quedant sostingut per unes mènsules. L'horitzontalitat de l'edifici quedava accentuada per una motllura situadada al mateix nivell dels balcons.

## Història

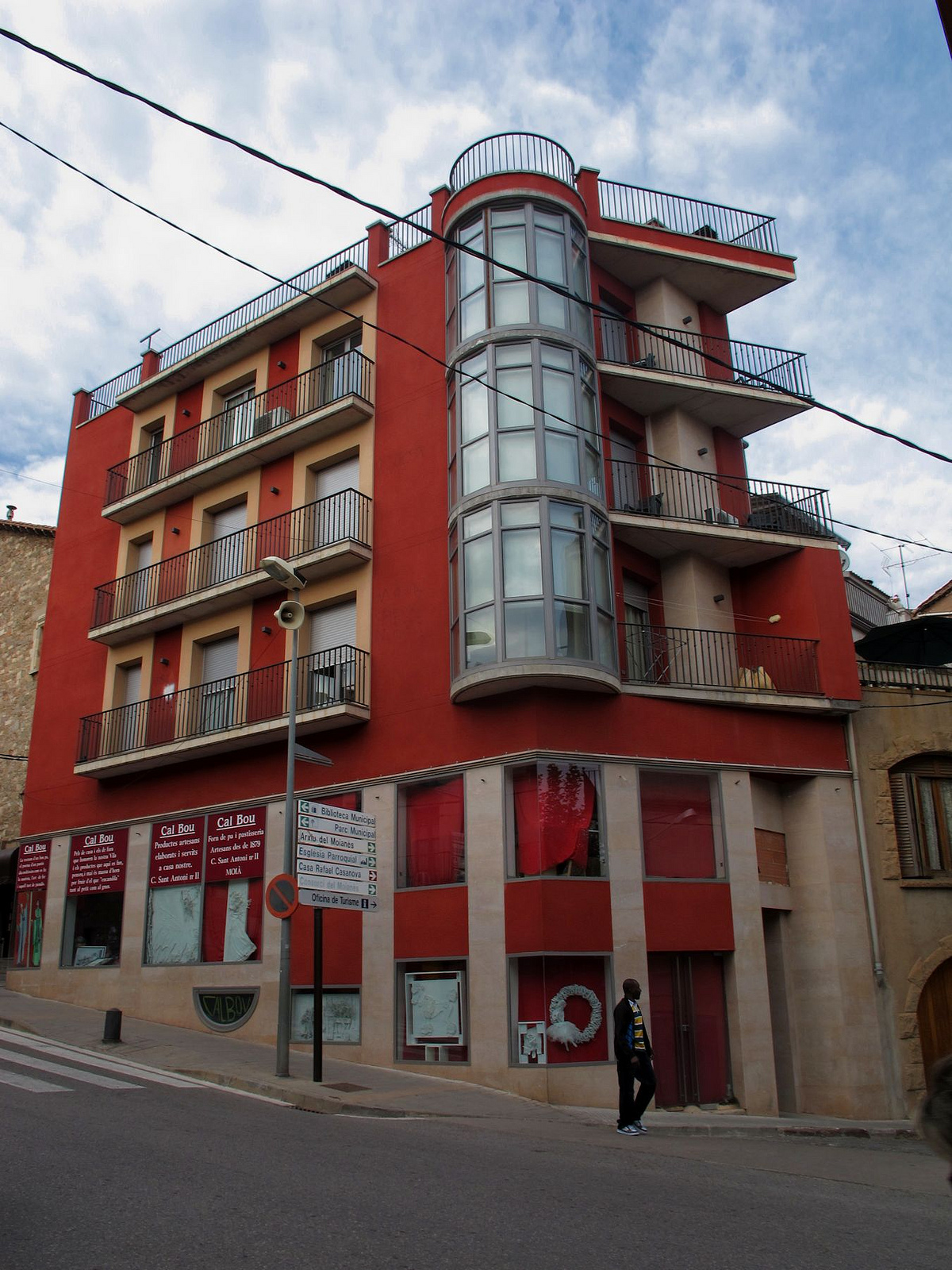
Edifici actual on hi havia Cal Quirze

A l'entrada de l'edifici per la banda del carrer de Sant Antoni, una reixa datava la casa al 1897. Fou construïda per la família Bou de Moià en el moment en què la carretera acabava just a aquesta alçada de l'avinguda de la Vila, i l'arribada a Moià s'efectuava per l'actual carrer de Sant Antoni.